# Азерхалча
ОАО «Азерхалча» (азерб. "Azərxalça" ASC) —  открытое акционерное общество Азербайджана, которое занимается производством ковров и ковровых изделий, их экспортом, организацией продажи в стране и за рубежом, применением новых технологий в производстве ковров и ковровых изделий

## История
Открытое акционерное общество «Азерхалча» было создано распоряжением Президента Азербайджана Ильхама Алиева от 5 мая 2016 года. Устав и структура были утверждены постановлением Кабинета Министров Азербайджана №375 от 4 октября 2016 года.
18 марта 2021 года по распоряжению Президента Азербайджанской Республики Эмин Салхаб оглы Мамедов назначен председателем Правления ОАО «Азерхалча».

## Общие сведения
На 2018 год в для обеспечения предприятия сырьём в Сумгаитском химическом промышленном парке осуществлялось строительство прядильно-красильной фабрики и региональных пунктов заготовки шерсти и красильных растений в городе Нахичевань, Гобустанском, Шабранском, Бардинском и Сабирабадском районах.
Компанией производятся ковры карабахской, газахской, нахичеванской и ширванской школ ковроткачества.
Художниками «Азерхалча» разработаны орнаменты ковров на основе древних и оригинальных ковров, хранящихся в музеях мира и частных коллекциях, а также национальных орнаментов.
На предприятии действуют учебно-подготовительные курсы ткачих.
При каждом филиале «Азерхалча» действуют залы продажи ковров.
В различных странах осуществляются выставки ковров, производимых предприятием.

## Филиалы
| №   | Город           | Дата открытия   |
| --- | --------------- | --------------- |
| 1.  | Горадиз, Физули | 12 октября 2016 |
| 2.  | Шамкир          | 20 августа 2017 |
| 3.  | Губа            | 7 декабря 2017  |
| 4.  | Хачмаз          | 4 мая 2018      |
| 5.  | Исмаиллы        | 26 августа 2018 |
| 6.  | Ленкорань       | 15 октября 2018 |
| 7.  | Агдам           | 5 ноября 2018   |
| 8.  | Гобустан        | 7 мая 2019      |
| 9.  | Габала          | 28 октября 2019 |
| 10. | Кюрдамир        | 12 февраля 2020 |
| 11. | Агстафа         | 4 марта 2020    |
| 12. | Тертер          | 3 июня 2020     |

С октября 2018 по март 2024 года Ленкоранским филиалом изготовлено 1044 ковра. В конце 2023 года филиал начал изготовление шелковых ковров. Сырье для высококачественных ковров импортируется из-за рубежа.